# Miha Vašl
Miha Mihael Vašl (Celje, 12 marzo 1992) è un cestista sloveno.

## Palmarès
- Campionato slovacco: 1

Levice: 2017-18